# Audi 100
Audi 100 — название семейства легковых автомобилей бизнес-класса, производившихся в ФРГ компанией Audi с 1968 по 1994 годы. Все поколения модели имели определённую техническую преемственность между собой и сохраняли заложенные с самого появления модели базовые принципы — в первую очередь, переднеприводную компоновку с продольным расположением двигателя. Audi 100 C3 продавалась в США под названием Audi 5000 до 1988 года. В Декабре 1990 года начался выпуск ауди 100 с4 седан, в августе 1991 универсал. Производство закончилось в июне 1994 года.
Модель Audi 200 представляла собой более дорогую версию Audi 100, отличавшуюся повышенным уровнем базовой комплектации, улучшенной внешней и внутренней отделкой, оснащалась только пятицилиндровыми двигателями, в том числе — с турбонаддувом.

## Typ C1/F104
Происхождение первой Audi 100 стало легендой в Германии.
Когда Volkswagen купил Auto Union у Daimler-Benz в 1965 году, то мотивировалось это большой нехваткой производственных мощностей для своего «Жука» (англ. «Beetle»), модель, которая продавалась быстрее, чем производилась. Тогда почти новый завод Auto Union в Ингольштадте, построенный, когда компания ещё принадлежала и управлялась Daimler-Benz, был быстро приспособлен для производства «Жука»: глава Volkswagen, Генрих Нордхофф, помня плохие продажи DKW F102 (в это же время на рынок выходила новая Audi F103, которая должна была ещё только утвердиться на рынке) дал указания, что никакие дальнейшие новые модели Auto Union (включая Audi) не будут разрабатываться.
Однако, Volkswagen приобрёл не только производственное оборудование, расположенное в Ингольштадте, когда купил Auto Union у Daimler-Benz. Среди сотрудников, унаследованных Volkswagen’ом, был инженер Людвиг Краус (Ludwig Kraus). Краус не разделял убеждений Нордхоффа, что спрос на Жука всегда будет высоким, и именно Краус разработал в секрете Audi 100, прямо противореча инструкциям правления Volkswagen’а. Нордхофф узнал о проекте, когда ему представили готовый к производству прототип. Впервые корпус автомобиля был разработан на компьютере. Он изменил своё мнение и дал зелёный свет, и очень своевременно. Audi 100 претендовала на коммерческий успех, но она также и была первой в серии автомобилей, основанных на дизайне Audi, с передним расположением двигателя, охлаждаемым водой. Это позволило Volkswagen group выжить и процветать на европейском и американском рынках, начавших терять интерес к моделям с задним расположением двигателя и воздушным охлаждением.

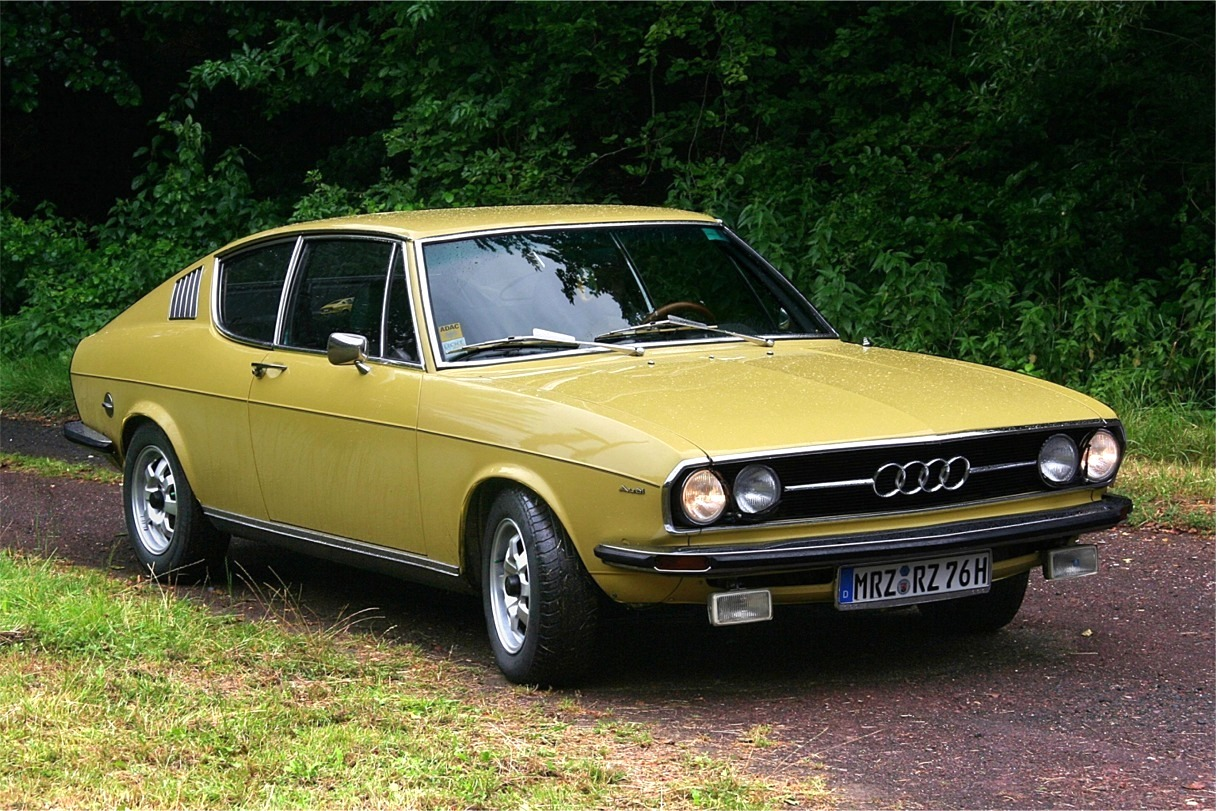
Audi 100 Coupé S (вид спереди).

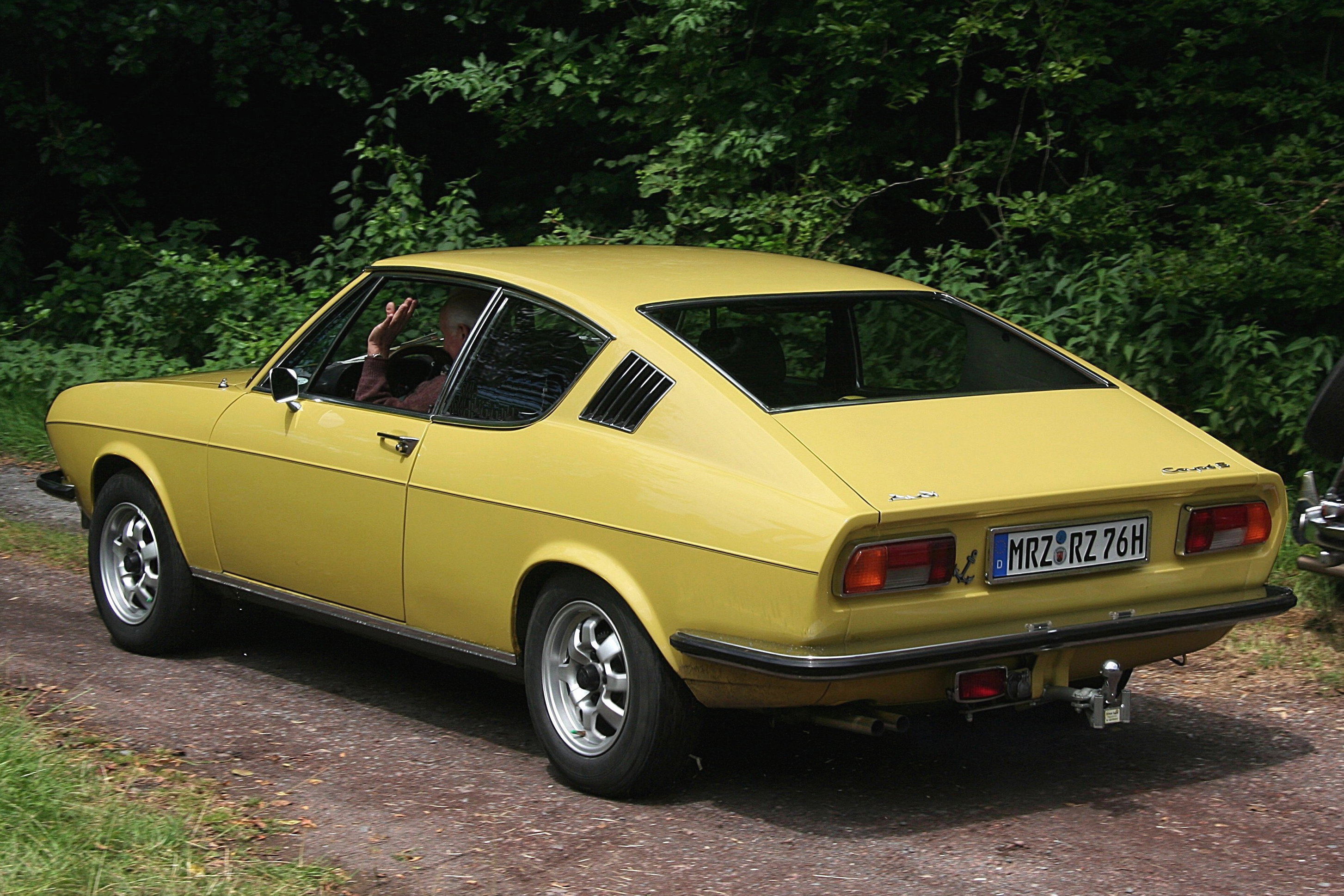
Audi 100 Coupé S (вид сзади).

Audi 100 была показана прессе 26 ноября 1968 года. Это имя изначально обозначало мощность двигателя в 100 л. с.. Audi 100 была самым большим автомобилем компании, начиная с возрождения бренда Audi Volkswagen’ом в 1965 году. Платформа C1 породила несколько вариантов: Audi 100 2- и 4-дверные седаны и Audi 100 Coupé S, выполненная в стиле фастбэк купе. В 1973 году был разработан прототип с компонентами Porsche для испытания Porsche 928, который получил V8 объёмом 5,4 л мощностью 350 л. с. и обладал расширенными внешними элементами кузова, под наименованием Audi 100 Coupé S V3.
Audi представила 4-дверный седан в ноябре 1968 года, 2-дверный седан - в октябре 1969 и 100 Coupé S осенью 1970 года. Автомобиль мог иметь один из следующих 4-цилиндровых двигателей: базовый (1,8 л 80 л. с.), 100 S (1,8 л 90 л. с.) и 100 LS (1,8 л 100 л. с.), купе имело двигатель объёмом 1,9 л мощностью 115 л. с. С апреля 1970 года 100LS можно было заказать с 3-ступенчатой автоматической коробкой передач, поставляемой Volkswagen’ом.
Начиная с 1972 года версии с двигателем 80 л. с. и 90 л. с. были заменены новым двигателем, предназначенным для низкооктанового бензина, объёмом 1,8 л, развивающим мощность 85 л. с. Одновременно был представлен двигатель 100 GL объёмом 1,9 л, прежде использовавшийся только в Coupé S. В сентябре 1973 года Audi 100 была немного обновлена: уменьшена радиаторная решётка и изменена форма задних фонарей. Задний торсионный стержень был заменён спиральными пружинами.
С 1975 года базовая модель получила имя 100 L и 4-цилиндровый двигатель 1,6 л (пришедший из Audi 80). Ещё до появления полного привода quattro Audi проводила эксперименты по внедрению полного привода на Audi 100 C1, однако развитие этой технологии было отложено.
В 1976 году производство прекратилось. Было выпущено 827,474 экземпляров, в том числе 30,687 купе.

### Модельный ряд
- Audi 100 (1760 см³, карбюратор, 80 л. с., позже 85 л. с.)
- Audi 100 S (1760 см³, карбюратор, 90 л. с.)
- Audi 100 LS (1760 см³, карбюратор, 85 или 100 л. с.)
- Audi 100 GL (1871 см³, карбюратор, 112 л. с.)
- Audi 100 Coupé S (1871 см³, карбюратор, 115 л. с., позже 112 л. с.)
- Audi 100 L с 1974 модельного года (1577 см³, карбюратор, 85 л. с.)
- Audi 100 с января 1976 (1577 см³, карбюратор, 85 л. с.)
- Audi 100 LS с января 1976 (1577 см³, карбюратор, 85 л. с.)
- Audi 100 I с 1968 по 1976

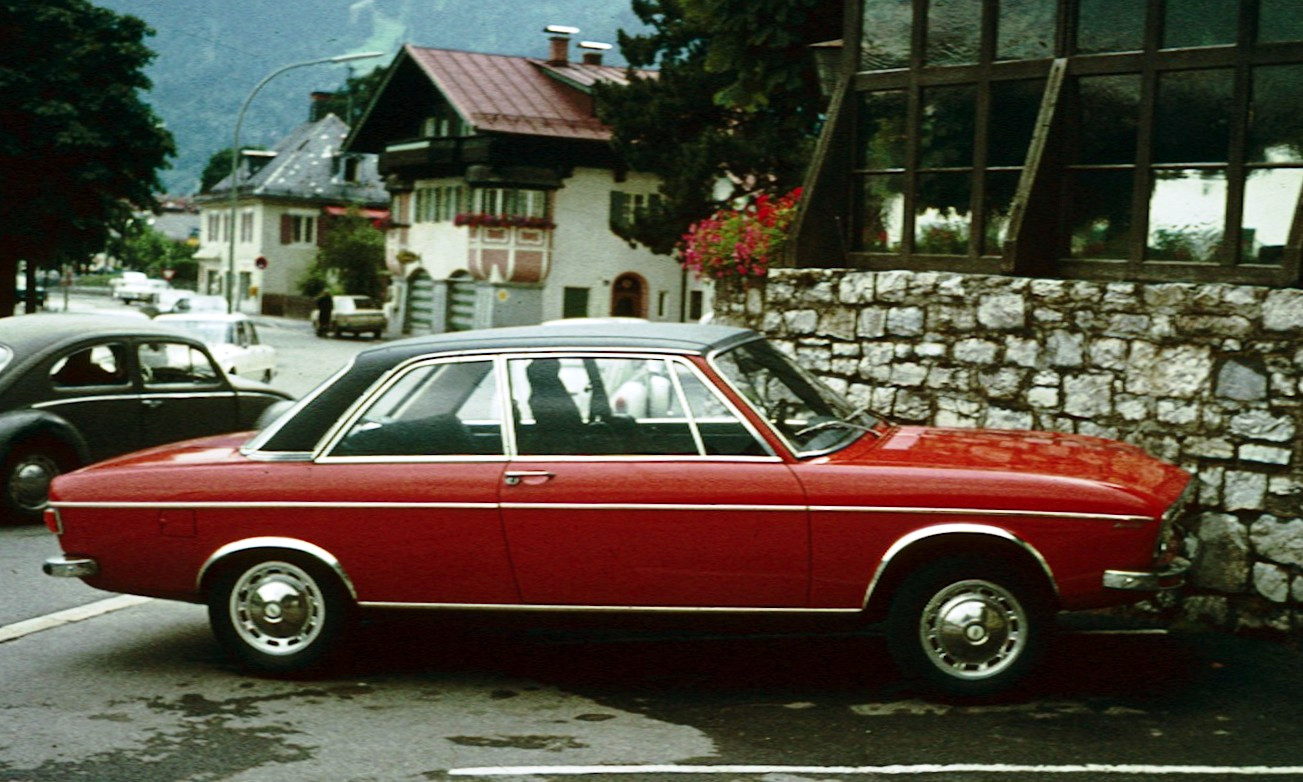
Audi 100 LS C1 2-дверная с виниловой крышей
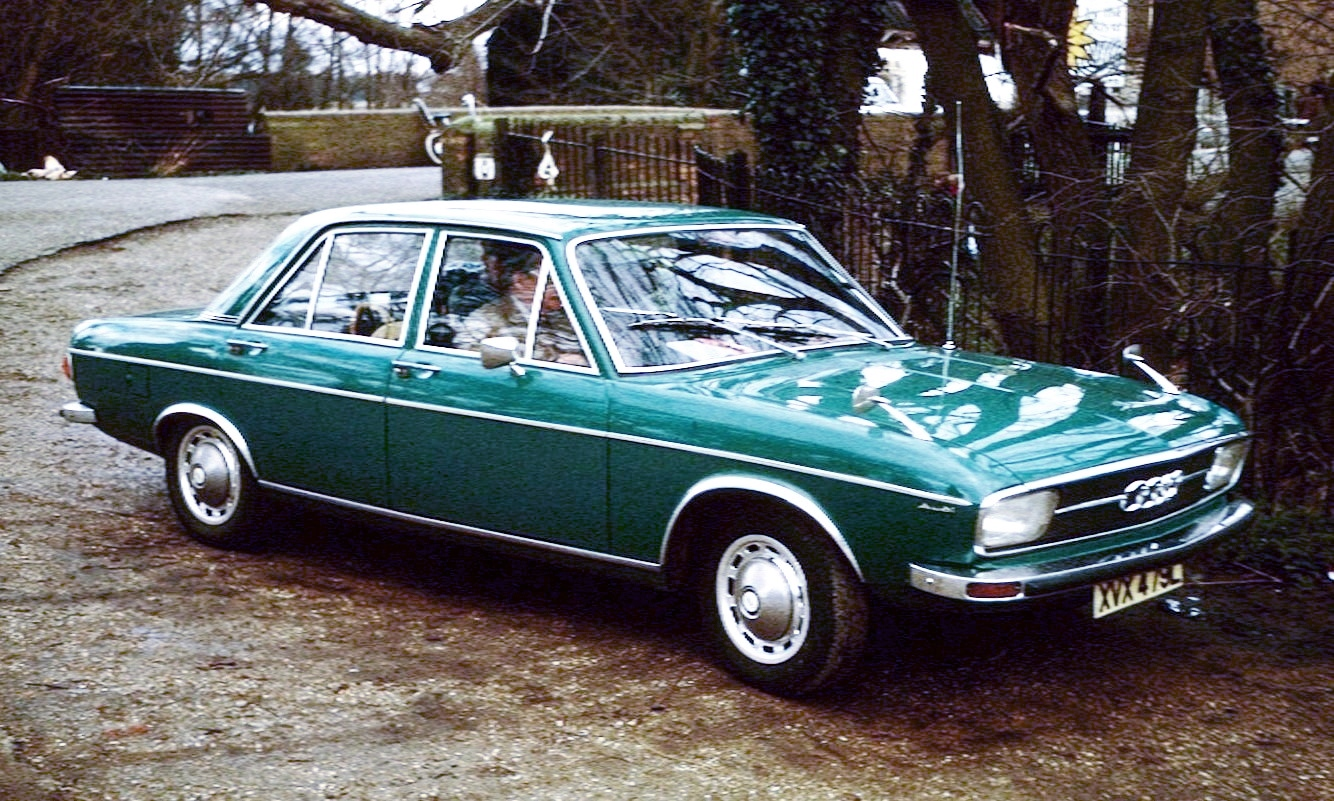
После обновления 1973 года

## Audi 100 и 200 C2
Audi 100 C2 была выпущена в 1976 году с обновлённым дизайном и редким 5-цилиндровым двигателем (первый бензиновый 5-цилиндровый двигатель в мире — Mercedes-Benz, показанный в 1974 году с 3-литровым 5-цилиндровым дизельным двигателем в Mercedes-Benz C111). Первоначально это был двигатель с эффективной мощностью 100 л. с. (74 кВт), предлагающий «6-цилиндровую мощь и 4-цилиндровую экономию», позднее обновлённый до 136 л. с. (100 кВт). Дизайн модели был вдохновлён контурами автомобиля NSU Ro 80.
Купе было снято с производства, но 5-дверный хетчбэк Audi 100 Avant был выпущен в августе 1977 года как часть этого поколения. 2- и 4-дверный седаны по-прежнему выпускались. В 1978 году на Парижском автосалоне Audi представила Audi 100 c 5-цилиндровым дизельным двигателем. 
В 1979 году Audi выпускает Audi 200 — автомобиль, по сути, представляющий собой Audi 100, но в более дорогой базовой комплектации. Audi 200 C2 в кузове Avant не выпускалась.
В 1980 был незначительно обновлён дизайн автомобиля. Был увеличен размер фонарей, а также переделан внутренний интерьер. В 1981 модельному году появляется вариант CS (с передним спойлером и колёсными дисками из лёгкого сплава), в этом же году появляется новый 5-цилиндровый двигатель, объёмом 1,9 л. Из-за предрасположенности к коррозии сейчас этот автомобиль становится всё более редким.
Audi 100-прототип с роторно-поршневым двигателем (мощностью, примерно, 180 л. с.) был отвергнут в 1977 году после обширного и успешного испытания — рентабельность такой моторизации была спорна.

### Галерея

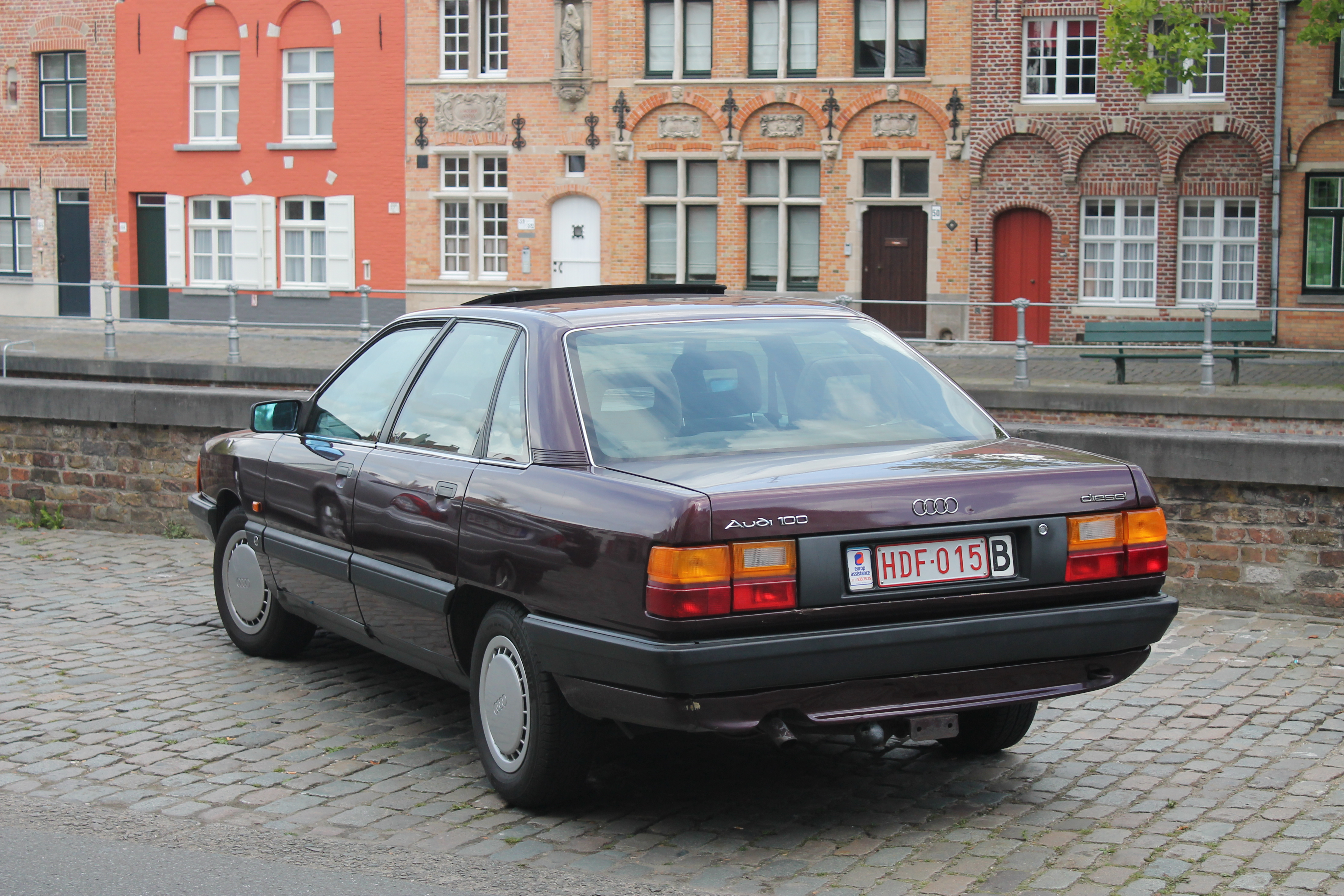
Audi 100 C3
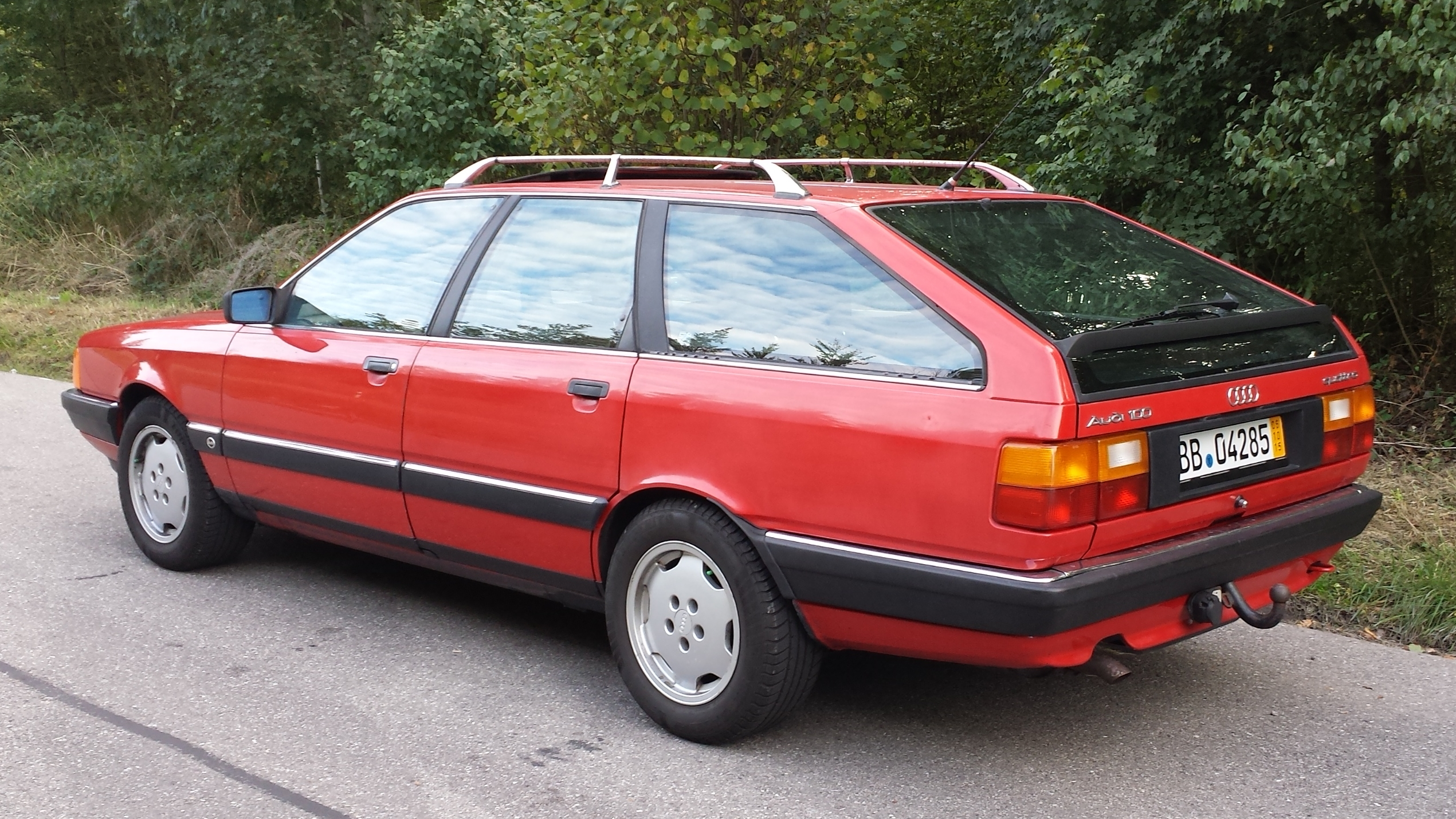
Audi 100 C3 Avant вид сзади
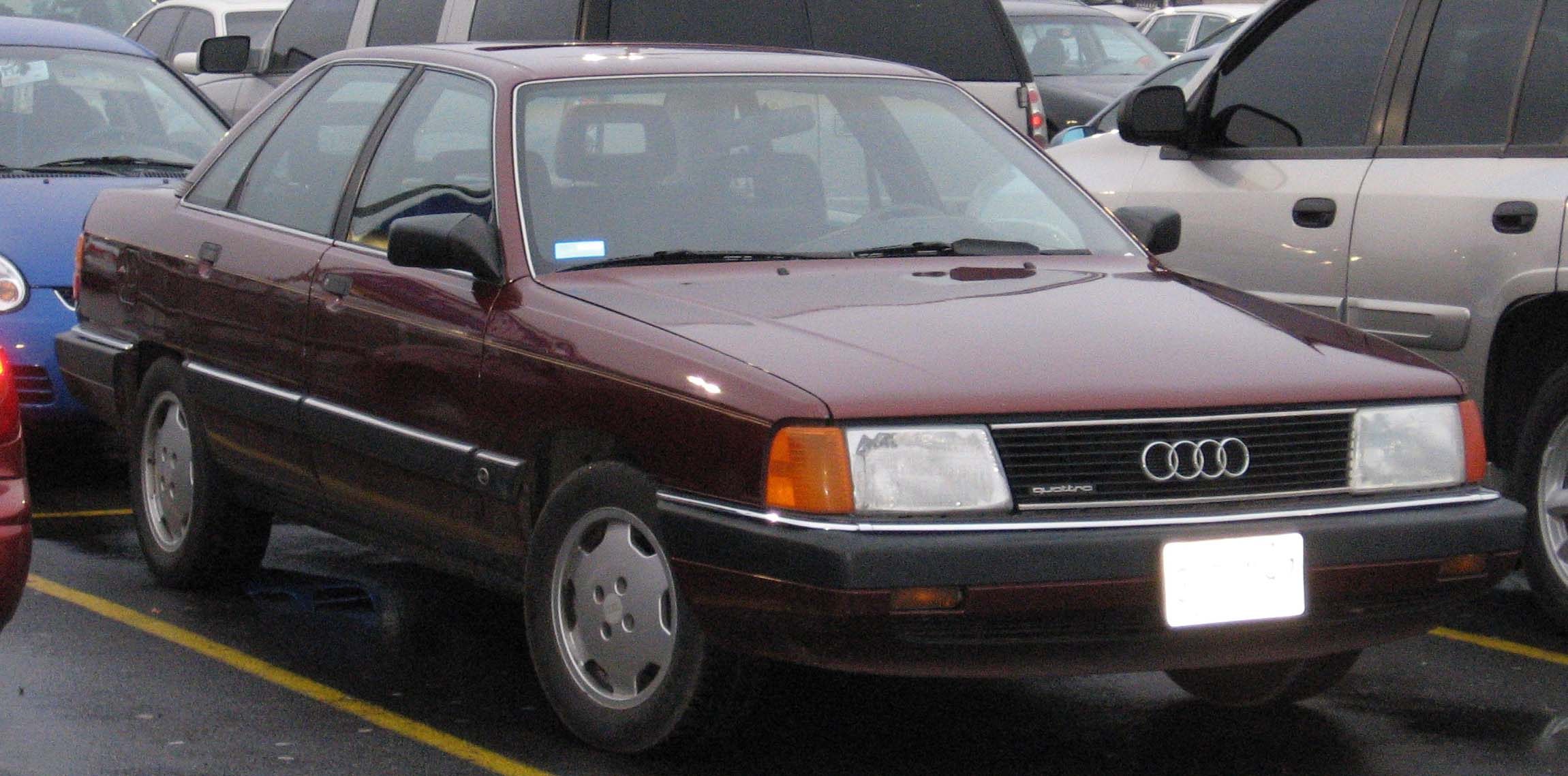
Audi 5000/Audi 100 (версия для США)

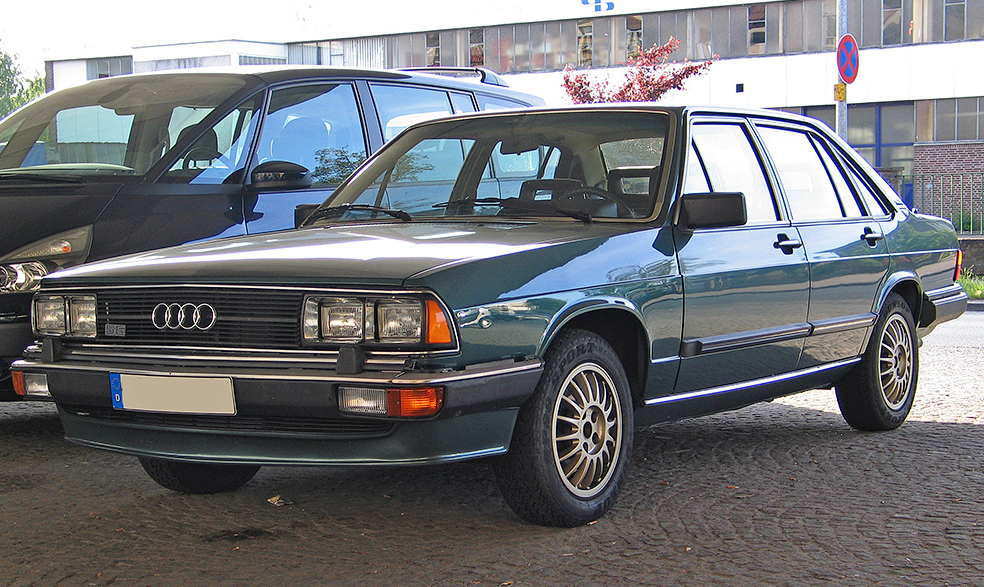
Audi 200, с турбонаддувом с 1979 топ-модель в программе Audi
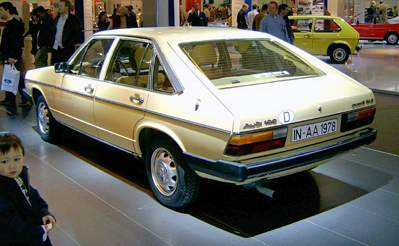
Audi 100 Avant

### Технические характеристики
Были доступны следующие двигатели:
| Технические данные автомобиля Audi 100 C2 1976—1982 | Технические данные автомобиля Audi 100 C2 1976—1982                                                                                     | Технические данные автомобиля Audi 100 C2 1976—1982                                                                                     | Технические данные автомобиля Audi 100 C2 1976—1982                                                                                     | Технические данные автомобиля Audi 100 C2 1976—1982                                                                                     | Технические данные автомобиля Audi 100 C2 1976—1982                                                                                     | Технические данные автомобиля Audi 100 C2 1976—1982                                                                                     | Технические данные автомобиля Audi 100 C2 1976—1982                                                                                     |
| Двигатель:                                          | 1,6 | 2,0 (S) | 1,9 (S) | 2,1 (5S) | 2,1 (5E) | 2,0 (5D) | 2,0 Турбодизель |
| --------------------------------------------------- | --- | --- | --- | --- | --- | --- | --- |
| Конструкция                                         | 4-цилиндровый рядный (четырёхтактный цикл)                                                                                              | 4-цилиндровый рядный (четырёхтактный цикл)                                                                                              | 5-цилиндровый рядный (четырёхтактный цикл)                                                                                              | 5-цилиндровый рядный (четырёхтактный цикл)                                                                                              | 5-цилиндровый рядный (четырёхтактный цикл)                                                                                              | 5-цилиндровый рядный (четырёхтактный цикл)                                                                                              | 5-цилиндровый рядный (четырёхтактный цикл)                                                                                              |
| Обозначение                                         | YV | WA | WH | WB | WC | CN | DE |
| Диаметр х Ход                                       | 79,5×80 мм | 86,5×84,4 мм | 79,5×77,4 мм | 79,5×86,4 мм | 79,5×86,4 мм | 88×69,8 мм | 88×69,8 мм |
| Объём                                               | 1588 см³ | 1984 см³ | 1921 см³ | 2144 см³ | 2144 см³ | 1986 см³ | 1986 см³ |
| Мощность при об./мин.                               | 85 л. с. (63 кВт) 4800-5300 | 115 л. с. (85 кВт) 5400 | 100 л. с. (74 кВт) 5600 | 115 л. с. (85 кВт) 4400 | 136 л. с. (100 кВт) 5700 | 70 л. с. (51 кВт) 5200 | 87 л. с. (64 кВт) 4400 |
| Макс. крутящий момент при об./мин.                  | 124 Н·м / 3200 | 127 Н·м / 3200 | 132 Н·м / 2800 | 166 Н·м / 4000 | 185 Н·м / 4200 | 123 Н·м / 3000 | 130 Н·м / 2500 |
| Сжатие                                              | 8,2, позже 8,0:1 | 9,8:1 | 7,6:1 | 8,8:1 | 9,8:1 | 22,0:1 | 22,0:1 |
| Подготовка смеси                                    | Карбюратор Zenith 2B2 | Карбюратор Zenith 2B3 | Карбюратор Keihin 28-32 | Карбюратор Zenith 2B3 | Инжектор Bosch K-Jetronic | Инжектор Bosch-Diesel | Инжектор Bosch-Diesel с турбонаддувом                                                                                                   |
| Клапанный механизм                                  | Расположенный сверху распределительный вал, тарельчатые толкатели                                                                       | Расположенный сверху распределительный вал, тарельчатые толкатели                                                                       | Расположенный сверху распределительный вал, тарельчатые толкатели                                                                       | Расположенный сверху распределительный вал, тарельчатые толкатели                                                                       | Расположенный сверху распределительный вал, тарельчатые толкатели                                                                       | Расположенный сверху распределительный вал, тарельчатые толкатели                                                                       | Расположенный сверху распределительный вал, тарельчатые толкатели                                                                       |
| Охлаждение                                          | Жидкостное охлаждение с пластинчатым радиатором                                                                                         | Жидкостное охлаждение с пластинчатым радиатором                                                                                         | Жидкостное охлаждение с пластинчатым радиатором                                                                                         | Жидкостное охлаждение с пластинчатым радиатором                                                                                         | Жидкостное охлаждение с пластинчатым радиатором                                                                                         | Жидкостное охлаждение с пластинчатым радиатором                                                                                         | Жидкостное охлаждение с пластинчатым радиатором                                                                                         |
| Передняя подвеска                                   | Независимая подвеска колёс в амортизационных стойках шасси                                                                              | Независимая подвеска колёс в амортизационных стойках шасси                                                                              | Независимая подвеска колёс в амортизационных стойках шасси                                                                              | Независимая подвеска колёс в амортизационных стойках шасси                                                                              | Независимая подвеска колёс в амортизационных стойках шасси                                                                              | Независимая подвеска колёс в амортизационных стойках шасси                                                                              | Независимая подвеска колёс в амортизационных стойках шасси                                                                              |
| Задняя подвеска                                     | Мост с торсионной подвеской колёс на продольных рычагах с продольными рычагами независимой подвески и Панар-штангой, спиральные пружины | Мост с торсионной подвеской колёс на продольных рычагах с продольными рычагами независимой подвески и Панар-штангой, спиральные пружины | Мост с торсионной подвеской колёс на продольных рычагах с продольными рычагами независимой подвески и Панар-штангой, спиральные пружины | Мост с торсионной подвеской колёс на продольных рычагах с продольными рычагами независимой подвески и Панар-штангой, спиральные пружины | Мост с торсионной подвеской колёс на продольных рычагах с продольными рычагами независимой подвески и Панар-штангой, спиральные пружины | Мост с торсионной подвеской колёс на продольных рычагах с продольными рычагами независимой подвески и Панар-штангой, спиральные пружины | Мост с торсионной подвеской колёс на продольных рычагах с продольными рычагами независимой подвески и Панар-штангой, спиральные пружины |
| Управление                                          | Рулевое управление с реечным механизмом                                                                                                 | Рулевое управление с реечным механизмом                                                                                                 | Рулевое управление с реечным механизмом                                                                                                 | Рулевое управление с реечным механизмом                                                                                                 | Рулевое управление с реечным механизмом                                                                                                 | Рулевое управление с реечным механизмом                                                                                                 | Рулевое управление с реечным механизмом                                                                                                 |
| Кузов                                               | Листовая сталь | Листовая сталь | Листовая сталь | Листовая сталь | Листовая сталь | Листовая сталь | Листовая сталь |
| Ширина колеи                                        | 1470 мм | 1470 мм | 1470 мм | 1470 мм | 1470 мм | 1470 мм | 1470 мм |
| Колёсная база                                       | 2677 мм | 2677 мм | 2677 мм | 2677 мм | 2677 мм | 2677 мм | 2677 мм |
| Длина                                               | 4587(Avant)-4680 мм | 4587(Avant)-4680 мм | 4587(Avant)-4680 мм | 4587(Avant)-4680 мм | 4587(Avant)-4680 мм | 4587(Avant)-4680 мм | 4587(Avant)-4680 мм |
| Масса                                               | 1150-1210 кг | 1150-1210 кг | 1150-1210 кг | 1150-1210 кг | 1150-1210 кг | 1150-1210 кг | 1150-1210 кг |
| Макс. скорость                                      | 156-160 км/ч | 175-179 км/ч | 170 км/ч | 172-177 км/ч | 185-190 км/ч | 150-155 км/ч | 155-160 км/ч |
| От 0 до 100 км/ч                                    | 20-26 с | 18-18,5 с | 17-20 с | 15-17,5 с | 14-16,5 с | 18,5 с | 23,5-32 с |
| Расход топлива (л/100 км)                           | 8,9-9,5 | 9,6-10,2 | 9,4 | 10,6-11,1 | 10,5-11,1 | 8-9,5 | 8,5-10,0 |
| Годы выпуска                                        | 08.1976-07.1982 | 08.1976-07.1978 | 08.1980-07.1982 | 04.1978-07.1982 | 05.1977-07.1982 | 10.1978-07.1982 | 08.1981-07.1982 |

Всего было изготовлено около 850000 Audi 100/200 C2, из которых 133512 были проданы в США

### Варианты поставки
Это поколение Audi 100 предлагалось как 2-дверный и 4-дверный седан, а также как 5-дверный универсал (Audi 100 Avant). С февраля 1977 года 2-дверная модификация очень редко заказывалась, поэтому последующие модели в этом варианте не поставлялись
1976 — 1977
- Audi 100; Базовая комплектация (YV)* **
- Audi 100 L; Расширенная комплектация(YV)**
- Audi 100 GL; Лучшая комплектация(YV)

1976 — 1978
- Audi 100 «S»; Базовая комплектация (WA)* ***
- Audi 100 LS; Расширенная комплектация(WA)
- Audi 100 GLS; Лучшая комплектация(WA)

1977 — 1978
- Audi 100; Базовая комплектация (YV)* **
- Audi 100 L (5E); Расширенная комплектация(YV, WC)**
- Audi 100 GL (5E); Лучшая комплектация(YV, WC)

1978 — 1981
- Audi 100 (5E, 5S); Базовая комплектация (YV, WC, WB)* **
- Audi 100 L (5E, 5S, 5D); Расширенная комплектация(YV, WC, WB, CN)**
- Audi 100 GL (5E, 5S, 5D); Лучшая комплектация(YV, WC, WB, CN)
- Audi 100 CD (5E, 5S, 5D); Люкс-комплектация (WC, WB, CN) *

1980 — 1981
- Audi 100 E; Комплектация соответствует Audi 100 L, более экономичное потребление бензина, (YV)*

1981 — 1982
- Audi 100 °C (5E, 5S, 5D, 5); Бюджетный вариант, (YV, WC, WB, CN, WH)* **
- Audi 100 CL (5E, 5S, 5D, 5, Turbodiesel); Базовая комплектация, (YV, WC, WB, CN, WH, DE)**
- Audi 100 GL (5E, 5S, 5D, 5, Turbodiesel); Расширенная комплектация, (YV, WC, WB, CN, WH, DE)
- Audi 100 CD (5E, 5S, 5D, 5); Люкс-комплектация, (WC, WB, CN, WH)
- Audi 100 CS (5E, 5S, 5D); Спортивная комплектация (YV, WC, WB, CN)*
- Audi 100 E; Комплектация соответствует Audi 100 CL, (YV) более экономичное потребление бензина*

(*) В варианте Avant не поставлялся;
(**) Также доступна 2-дверная модификация;
(***) Предлагался как «Audi 100», однако, более логичное название было бы «Audi 100 S»;

### Audi 5000 C2
На Североамериканском рынке автомобиль продавался (1978—1983) под маркой Audi 5000. Все версии продаваемые в Америке имели 5-цилиндровый двигатель, это получило своё отражение в названии — «5000». Первоначально был доступен двигатель мощностью 108 л. с., оборудованный катализатором. Цветовая палитра кузовов менее яркая, чем в Европе, а комплектация соответствует европейскому варианту GL, который был очень скуден для тогдашнего американского рынка. Audi 5000 S имеет более богатую комплектацию, в том числе кондиционер. Модели с кузовом Avant и 2-дверные седаны никогда не предлагались как Audi 5000. В 1979 году выходит Audi 5000 и Audi 5000 S с 5-цилиндровым дизельным двигателем, однако она не могла продаваться в Калифорнии, так как не соответствовала нормам содержания токсичных веществ в выхлопных газах, установленные в этом штате.
До 1980 модельного года автомобиль Audi 5000 имел двойные круглые передние фары. В 1980 году задние габаритные фары увеличиваются, двойные передние круглые фары изменяют на прямоугольную форму, как в европейских моделях, кроме этого изменяется панель приборов.
Audi 5000 была довольно успешна в США, всего было продано 133 512 экземпляров. Этот автомобиль можно увидеть в фильме Стивена Спилберга E.T., а также в сериале Magnum.
- Audi 5000, 2144 см³, 108 л. с.
- Audi 5000 S, 2144 см³, 108 л. с.
- Audi 5000 Diesel, 1986 см³, 70 л. с.
- Audi 5000 S Diesel, 1986 см³, 70 л. с.
- Audi 5000 S Turbo, 2144 см³, 133 л. с.
- Audi 5000 Turbo Diesel, 1986 см³, 87 л. с.

## 100 и 200 C3

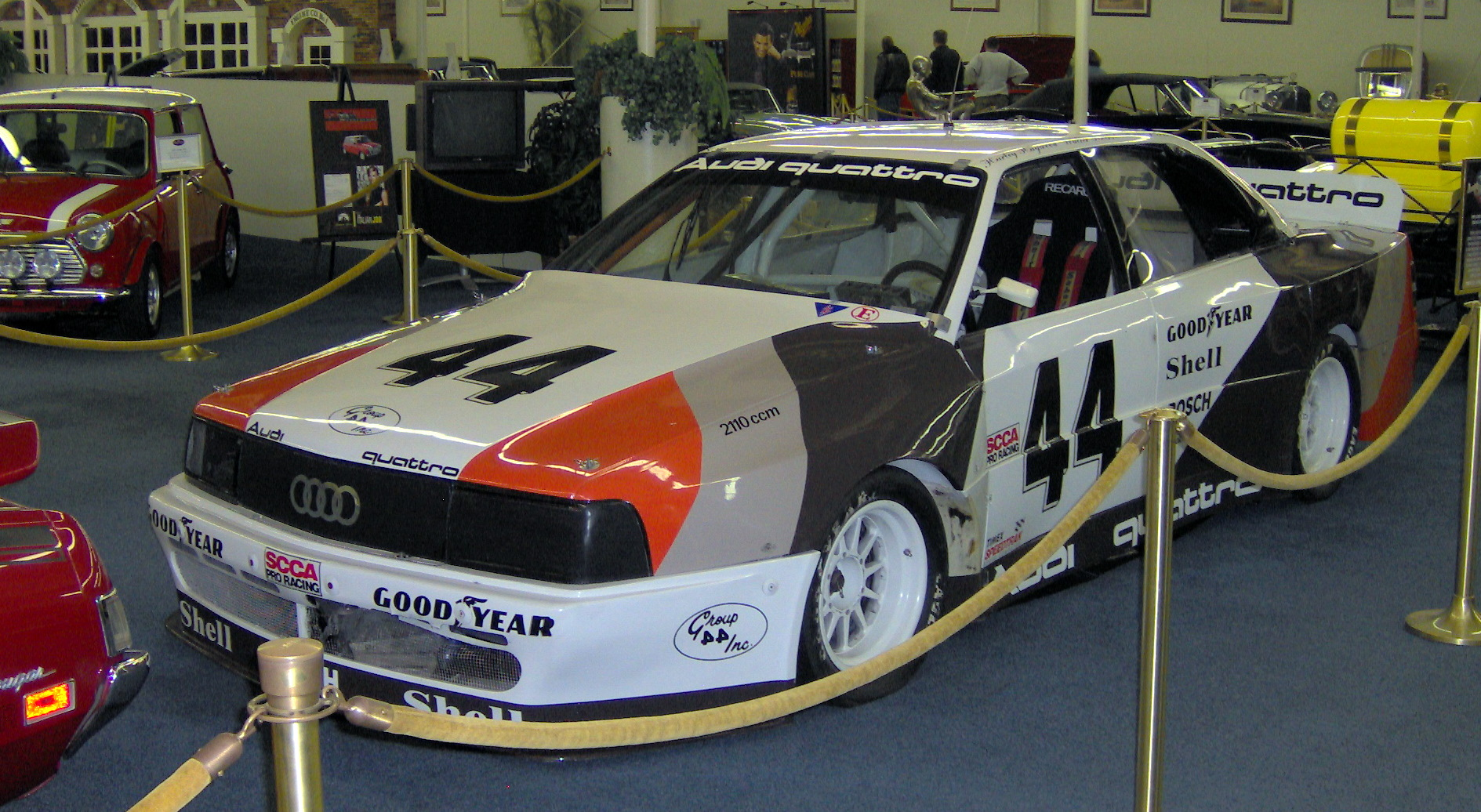
Гоночный Audi 200 Quattro Trans Am 1989

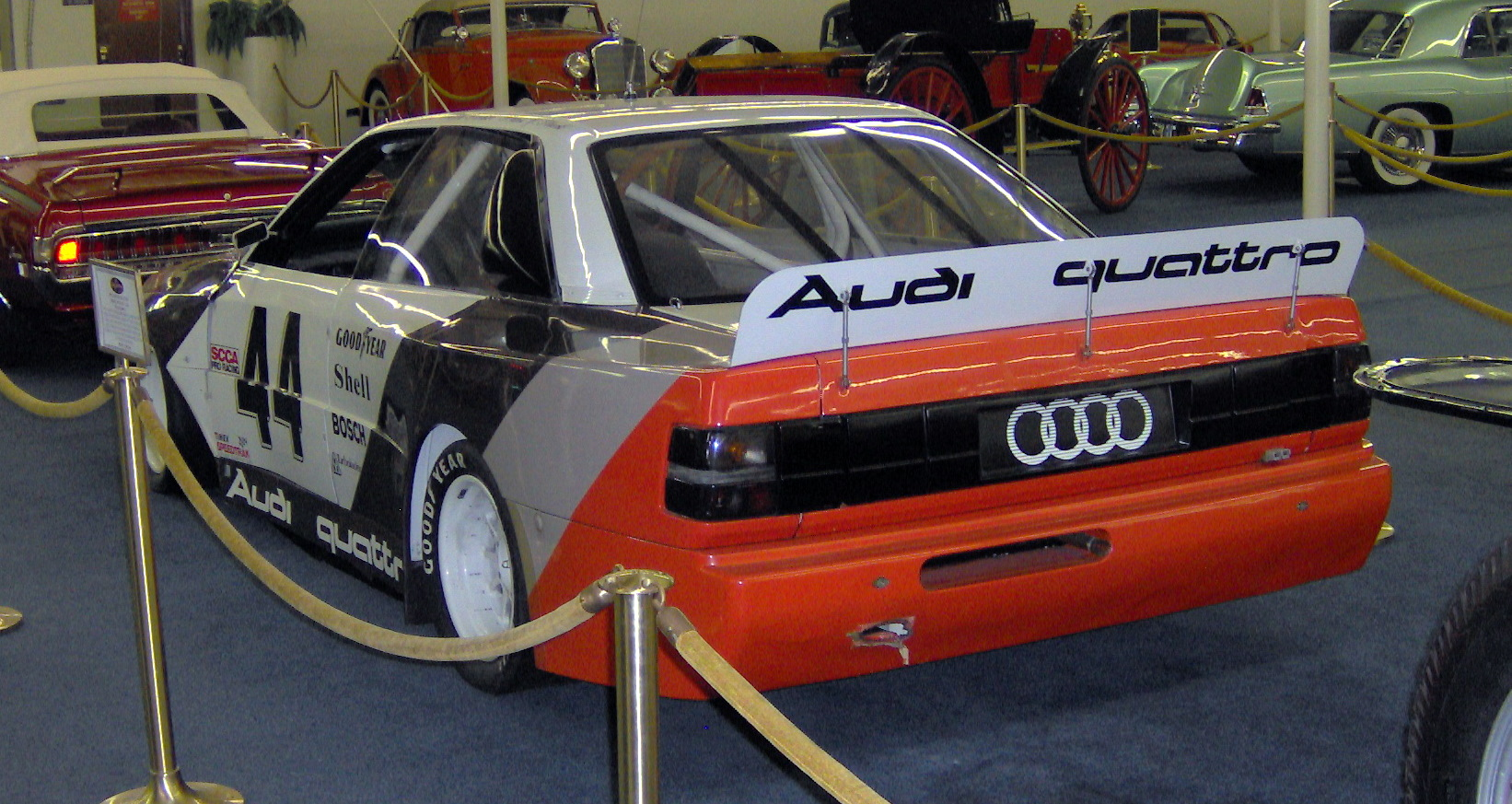
Гоночный Audi 200 Quattro Trans Am 1989

Победив с незначительным преимуществом Ford Sierra в звании Автомобиль Года в Европе в 1983 году, Audi 100 имел выдающуюся аэродинамику, достигнув коэффициента лобового сопротивления 0,30 для базовой модели. Улучшенная обтекаемость в результате привела к большей экономии топлива, и покупатели по всему миру начинали это осознавать. В результате чего экономичность и обтекаемость стали прекрасным маркетинговым инструментом для Audi в 1980-е годы, а также выдающимся шагом вперёд по сравнению с угловатыми очертаниями C2, наряду с другими техническими решениями, включая систему пассивной безопасности procon-ten (англ.).
Audi смогла прийти к современному округлому облику, впервые замеченному в этом секторе у Citroën CX в 1975 году. Audi, в свою очередь, повлияла на Ford Taurus, американский седан 1986 года. Такой округлый вид стал нормой в 1990-х годах. Также началась тенденция использования колпаков на колёсах, расположенных на одном уровне с шиной, чёрной полосы, проходящей поперёк обеих дверей, и чёрный цвет рам, вокруг стёкол, в конечном счёте, принятые рядом автомобилей от Honda Accord 1984 года до автомобилей построенных на платформе Chrysler K.
Audi на поколении C3 ввела такое новшество как утопленные окна (flush windows), которые являются ключевой областью аэродинамического сопротивления, это новшество было принято практически всеми производителями.
Audi 100 также имел революционный дизельный двигатель — один из первых использующий прямой впрыск турбодизельный двигатель (TDI). Двигатель был выпущен на рынок в 1990 году, имел объём 2,5 л. и мощность 120 л. с., при этом имел низкий расход топлива и обладал большим крутящим моментом (более 200 Н·м) на низких оборотах двигателя.
Начиная с ноября 1984 стали доступны полноприводные версии Audi 100 с системой quattro.
С сентября 1985 года (1986 модельный год) Audi 100 обрёл полностью оцинкованный кузов.  (до этого цинковое покрытие использовалось примерно на 35% кузова). Кроме того, уже в середине 1980-х годов компания экспериментировала с кузовами из алюминиевого сплава, на основе которого были изготовлены некоторые прототипы Audi 100. Тем не менее, переход к серийному производству произошёл только в более поздних Audi A8.
В январе 1988 года Audi 100 подвергся модернизации (рестайлингу). Наиболее заметные видимые отличия заключались в т.н. утопленных ручках снаружи, внутри — в изменённой приборной панели, передних сидениях и пр. Также на заказ стала возможным установка подушек безопасности.
Сейчас Audi 100 C3 очень популярен на рынках подержанных автомобилей. Этот автомобиль считается очень надёжным, а кузов благодаря оцинковке (особенно на рестайлинговых версиях с полной оцинковкой) служит очень долго. Двигатели на автомобилях 3 поколения считаются надёжными, пробег более 300000 км является не такой уж большой редкостью. Однако система питания автомобилей Jetronic не снискала популярности у автолюбителей ввиду тонкости настройки при достаточной сложном устройстве.
В октябре 1988 года в продаже появился Audi V8. Автомобиль позиционировался как бизнес-класс, представляя собой, по сути, глубоко модернизированный Audi поколения C3 (платформа получила обозначение D11 (Typ 4C)), система quattro была в базовой комплектации. Наиболее заметные отличительные черты экстерьера — иные передние и задние элементы оптики, капот объединён с решёткой радиатора и пр. Тем не менее, около 90%  кузовных деталей уникальны. На протяжении всех лет производства с 1988 по 1994 год Audi V8 предлагался с двигателем объёмом 3,6 литра. С 1992 модельного года также доступен двигатель объёмом 4,2 литра. Audi V8 был первым quattro-автомобилем, который имел автоматическую 4-ступенчатую коробку передач с вязким сцеплением в центральном дифференциале в сочетании с задним дифференциалом Torsen. Версии с механической 5-ступенчатой коробкой передач были доступны с 1990 года и имели традиционный задний дифференциал и центральный дифференциал Torsen. С 1992 года со введением нового двигателя заменены 6-ступенчатыми МКПП. Также с 1989 года на заказ доступна удлинённая на 30 см версия Audi V8 Long.
В 1990-1991 годах стоимость наиболее дорогих комплектаций Audi в кузове Typ 44, а также Typ 4C составляла:
- около 64 тысяч DM — универсал 100 Avant turbo с системой quattro и двигателем объёмом 2,2 л (шифр MC) в комплектации Sport;
- около 82 тысяч DM — универсал 200 Avant quattro 20 V с двигателем объёмом 2,2 л (шифр 3B);
- около 102 тысяч DM — седан V8 в комплектации Exclusiv (базовая модель: от 85 до 88 тысяч DM);
- около 155 тысяч DM — седан V8 Long.

Это поколение Audi 100 послужило частичной основой для ГАЗ-3103/3104/3105, от которого было сохранено поперечное сечение кузова по средней стойке и принципиальная схема компоновки трансмиссии.

### Audi 5000 C3
В 1984 году в США на смену поколению C2 приходит поколение С3 (1984—1991). С середины 1986 года (1987 модельный год) автомобиль будет иметь базово полностью оцинкованный кузов. Модель получила новые передний и задний бампера, форма передних фар изменена на прямоугольную. Новая аэродинамическая форма автомобиля имела большое влияние на дизайн американских автомобилей конца 1980-х годов.
В США название Audi 5000 было убрано, после того, как Audi получила негативную известность в середине 1980-х по поводу инцидента с «непреднамеренным ускорением» (англ. «unintended acceleration»). Проблема ещё больше обострилась после обнародования в новостной программе «60 минут» телекомпании CBS. Суть проблемы заключалась в следующем: покупатели жаловались, что Audi 5000 с коробкой-автоматом, якобы иногда приходила в движение самостоятельно, причём некоторые случаи привели к аварии со смертельным исходом. Национальное управление безопасности движения на дорогах (NTHSA) пришла к выводу, что большинство случаев непреднамеренного ускорения, включая те, о которых говорилось в сообщении «60 минут», были вызваны ошибками водителя, например из-за перепутывания педалей газ-тормоз. CBS выпустила частичное опровержение, однако имидж Audi оказался испорченным в США на долгие годы. Некоторые многоярусные стоянки даже блокировали въезд для Audi 5000. В то же время Национальное управление безопасности движения на дорогах сообщило о самом низком проценте смертности для Audi 5000. В американском хип-хопе же появляется слоган «I’m Audi 5000» или «I’m 5000!» (Ice Cube, Eminem), примерный смысл которого был «двигаюсь быстро».
В связи с испорченной репутацией в США, Audi 5000 с 1989 года опять становится Audi 100 и Audi 200, в зависимости от конфигурации двигателя. Продажи Audi в США смогли вернуться к прежним уровням только через 15 лет.
Audi 5000 ‘’S/Turbo’’ был в десятке лучших в 1984 и 1985 годах, по версии «Car and Driver». Audi ‘’CS Turbo quattro’’ был в этом же списке с 1986 по 1988 года.
В 1991 году Audi 5000/100 C3 был заменён на Audi 100 C4.

### Варианты двигателя
Были доступны следующие двигатели:
| Объём двигателя, л.                          | Конфигурация | Мощность, л. с. | Характеристики                                      | Внутренний код | Годы выпуска    |
| -------------------------------------------- | ------------ | --------------- | --------------------------------------------------- | -------------- | --------------- |
| Audi 100                                     |              |                 |                                                     |                |                 |
| 1,8                                          | I4           | 75              | карбюраторный                                       | DR             | 1982-1987       |
| 1,8                                          | I4           | 90              | карбюраторный, позднее инжекторный и моновпрыск     | DS, PH, SH, 4B | 1983-1990       |
| 1,9                                          | I5           | 100             | карбюраторный                                       | WH             | 1982-1984       |
| 2,0                                          | I5           | 115             | инжекторный                                         | KP, RT         | 1984-1990       |
| 2,1                                          | I5           | 136             | инжекторный                                         | WC             | 1982-1988       |
| 2,2                                          | I5           | 115             | инжекторный, с катализатором                        | KZ             | 1984-1987       |
| 2,2                                          | I5           | 165             | инжекторный, турбонаддув                            | MC             | 1986-1990       |
| 2,3                                          | I5           | 138             | инжекторный                                         | HX             | 1984-1986       |
| 2,3                                          | I5           | 136             | инжекторный                                         | NF             | 1986-1990       |
| 2,0                                          | I5           | 70              | дизельный                                           | CN             | 08.1980-07.1989 |
| 2,0                                          | I5           | 87              | турбодизельный                                      | DE             | 1983-1987       |
| 2,0                                          | I5           | 100             | турбодизельный                                      | NC             | 1987-1990       |
| 2,4                                          | I5           | 82              | дизельный                                           | 3D             | 1989-1990       |
| 2,5                                          | I5           | 120             | TDI                                                 | 1T             | 1990            |
| Audi 200                                     |              |                 |                                                     |                |                 |
| 2,1                                          | I5           | 136             | инжекторный                                         | WC             | 1983-1984       |
| 2,1                                          | I5           | 141             | инжекторный, турбонаддув, с катализатором           |                | 1984-1985       |
| 2,1                                          | I5           | 182             | инжекторный, турбонаддув                            | KG             | 1983-1986       |
| 2,2                                          | I5           | 138             | инжекторный                                         | KU             | 1984-1985       |
| 2,2                                          | I5           | 165             | инжекторный, турбонаддув, с катализатором           | MC             | 1985-1991       |
| 2,2                                          | I5           | 200             | инжекторный, турбонаддув                            | 1B             | 1988-1989       |
| 2,2                                          | I5           | 200             | инжекторный, турбонаддув, вариант 1B для АКПП       | 2B             | 1988-1989       |
| 2,2                                          | I5           | 220             | 20-клапанный, турбонаддув, для Audi 200 Quattro 20V | 3B             | 1989-1991       |
| Audi 5000/100/200 (Североамериканский рынок) |              |                 |                                                     |                |                 |
| 2,1                                          | I5           | 100             |                                                     |                | 1984            |
| 2,1                                          | I5           | 140             | турбонаддув                                         |                | 1984-1985       |
| 2,2                                          | I5           | 115             |                                                     |                | 1985            |
| 2,2                                          | I5           | 110             |                                                     | 1986-1987½     |                 |
| 2,2                                          | I5           | 158             | турбонаддув                                         |                | 1986-1987½      |
| 2,2                                          | I5           | 162             | турбонаддув                                         |                | 1987½-1991      |
| 2,2                                          | I5           | 220             | турбонаддув                                         |                | 1991            |

### Варианты поставки
- Audi 100 CC (1982—1987) стандартная
- Audi 100 CD (1982—1987) комфортная
- Audi 100 CS (1982—1987) спортивная
- Audi 100 Turbo (1986—1990)
- Audi 100 quattro (1985—1990)
- Audi 100 Turbo quattro (1986—1990)
- Audi 100 1,8 (1988—1990)
- Audi 100 2,0 (1988—1990)
- Audi 100 2,3 (1988—1990)
- Audi 100 2.0 D Turbo (1988—1990)
- Audi 100 2,4 D (1988—1990)
- Audi 100 2,5 TDI (1990)
- Audi 100 Sport (1988—1990)
- Audi 100 Busines (1990)
- Audi 200 (1984—1990)
- Audi 200 quattro (1985—1990)
- Audi 200 Turbo (1985—1990)
- Audi 200 Exclusiv (1986—1987)
- Audi 200 quattro 20V (1989—1991)

| Объёмы производства | Объёмы производства |
| ------------------- | ------------------- |
| Audi 100            | 852243 экз.         |
| Audi 100 Avant      | 122852 экз.         |
| Audi 200            | 97195 экз.          |
| Audi 200 Avant      | 6153 экз.           |
| Всего               | 1078443 экз.        |

### Галерея
- Audi 100 C3
- Audi 100 C3 Avant
вид сзади
- Audi 5000/Audi 100
(версия для США)

### Audi 200 рекорд скорости
В 1986 году был поставлен рекорд скорости среди полноприводных автомобилей. Audi 200 quattro с пятицилиндровым двигателем мощностью 650 лошадиных сил развил скорость более 350 км/ч на трассе NASCAR Талладига в штате Алабама, США.

## Type C4/4A
См. также: Audi A6 1-е поколение C4 (1994—1997)
Сильно переработанная C3 — С4 была представлена в 1991 году. Новая модель в производстве с декабря 1990 (седан) и с августа 1991 (универсал) по июнь 1994. Audi V8 на платформе C3 продолжала продаваться как отдельная линейка. Основным изменением C4 был двигатель объёмом 2,8 л V6 90°, SOHC, 12-клапанный. Позднее добавился 2,6 л вариант V6, 60°. По сути, это были те же самые двигатели, которые предлагались в 1992 году в Audi 80 B4. Изначально опция в виде постоянного полного привода quattro была доступна только для бензиновых двигателей, дизельные моторы предлагались только с передним приводом. Дизельные Quattro появились только после рестайлинга в 1994 г. Audi 100 quattro была доступна с 4-ступенчатой ZF автоматической коробкой передач.
С 1995 модельного года Audi опускает из названия модели число «100» и переименовывает автомобиль в Audi A6. Кроме этого, на место S4 приходит S6, однако эти модели были независимы друг от друга после того, как Audi в 1995 году заменила Audi 80 на Audi A4. Audi V8, в итоге, был заменён Audi A8 в 1994 году.
Одновременно со сменой названия в 1994 году Audi 100 претерпевает глубокий рестайлинг: в экстерьере изменяются бампера, крылья, капот передняя и задняя оптика, в интерьере меняется оформление сидений и торпеды. В рестайлинге были также учтены технически слабые стороны модели. Полноприводные версии Quattro также получили изменения, если на Audi 100 применяется система Quattro II поколения, то Audi A6 начиная с 1995 года использует уже Quattro IV поколения.

Текущий дизайн Audi 100/A6 сохранялся до 1997 года, когда был заменён полностью новым дизайном Audi A6 второго поколения. Всего с 1990 по 1997 год было выпущено около 927 000 автомобилей Audi 100/A6.

### Варианты двигателя
Были доступны следующие двигатели:
| Модель               | Объём см³ | Внутренний код | Число цилиндров | Мощность            | Годы выпуска |
| -------------------- | --------- | -------------- | --------------- | ------------------- | ------------ |
| Бензиновые двигатели |           |                |                 |                     |              |
| 1,8                  | 1781      | ADR            | 4               | 125 л. с. (92 кВт)  | 1995-1997    |
| 2,0                  | 1984      | AAE            | 4               | 101 л. с. (74 кВт)  | 1990-1996    |
| 2,0 E                | 1984      | AAD, ABK       | 4               | 115 л. с. (85 кВт)  | 1990-1996    |
| 2,0 E 16V            | 1984      | ACE            | 4               | 140 л. с. (103 кВт) | 1992-1997    |
| 2,2 Turbo (S4/S6)    | 2226      | AAN            | 5               | 230 л. с. (169 кВт) | 1991-1994    |
| 2,3 E                | 2309      | AAR            | 5               | 133 л. с. (98 кВт)  | 1990-1996    |
| 2,6                  | 2598      | ABC            | 6               | 150 л. с. (110 кВт) | 1992-1997    |
| 2,8                  | 2771      | AAH            | 6               | 174 л. с. (128 кВт) | 1990-1997    |
| 2,8                  | 2771      | ACK            | 6               | 193 л. с. (142 кВт) | 1995-1997    |
| 4,2 (S4)             | 4172      | ABH            | 8               | 280 л. с. (206 кВт) | 1991—1993    |
| 4,2 (S6)             | 4172      | AEC            | 8               | 290 л. с. (213 кВт) | 1994—1997    |
| 4,2 (S6 Plus)        | 4172      | AHK            | 8               | 326 л. с. (240 кВт) | 1996-1997    |
| Дизельные двигатели  |           |                |                 |                     |              |
| 1,9 tdi              | 1896      | 1Z             | 4               | 90 л. с. (66 кВт)   | 1994-1996    |
| 1,9 tdi              | 1896      | AHU            | 4               | 90 л. с. (66 кВт)   | 1995-1997    |
| 2,4 D                | 2370      | AAS            | 5               | 82 л. с. (60 кВт)   | 1991-1994    |
| 2,5 TDI              | 2461      | ABP, AAT       | 5               | 115 л. с. (85 кВт)  | 1991-1997    |
| 2,5 TDI              | 2461      | AEL            | 5               | 140 л. с. (103 кВт) | 1994-1997    |

### Варианты поставок
Это поколение Audi 100 предлагалось как седан, а также как универсал (Audi 100 Avant).
- Audi 100 2.0 E 74 kW Седан 1991
- Audi 100 2.0 E 85 kW Седан 1992
- Audi 100 2.0 E 85 kW auto Седан 1992
- Audi 100 2.3 E Седан 1991
- Audi 100 2.3 E Quattro Седан 1991
- Audi 100 2.3 E auto Седан 1992
- Audi 100 2.5 TDI Седан 1991
- Audi 100 2.5 TDI auto Седан 1993
- Audi 100 2.6 E Седан 1992
- Audi 100 2.6 E auto Седан 1992
- Audi 100 2.6 E Quattro Седан 1992
- Audi 100 2.6 E Quattro auto Седан 1992
- Audi 100 2.8 E Седан 1991
- Audi 100 2.8 E Quattro Седан 1991
- Audi 100 2.8 E Quattro auto Седан 1991
- Audi 100 2.8 E auto Седан 1991
- Audi 100 Avant 2.0 E 74 kW Универсал 1991
- Audi 100 Avant 2.0 E 85 kW Универсал 1991
- Audi 100 Avant 2.0 E 85 kW auto Универсал 1991
- Audi 100 Avant 2.2 S4 Turbo quattro (1991 −1994)
- Audi 100 Avant 2.3 E Универсал 1991
- Audi 100 Avant 2.3 E Quattro Универсал 1991
- Audi 100 Avant 2.4 D Универсал 1991
- Audi 100 Avant 2.5 TDI Универсал 1991
- Audi 100 Avant 2.5 TDI auto Универсал 1993
- Audi 100 Avant 2.6 E Универсал 1992
- Audi 100 Avant 2.6 E auto Универсал 1992
- Audi 100 Avant 2.6 E Quattro Универсал 1992
- Audi 100 Avant 2.6 E Quattro auto Универсал 1992
- Audi 100 Avant 2.8 E Универсал 1991
- Audi 100 Avant 2.8 E auto Универсал 1991
- Audi 100 Avant 2.8 E Quattro Универсал 1991
- Audi 100 Avant 2.8 E Quattro auto Универсал 1991
- Audi 100 Avant 4.2 S4 V8 quattro (1994)

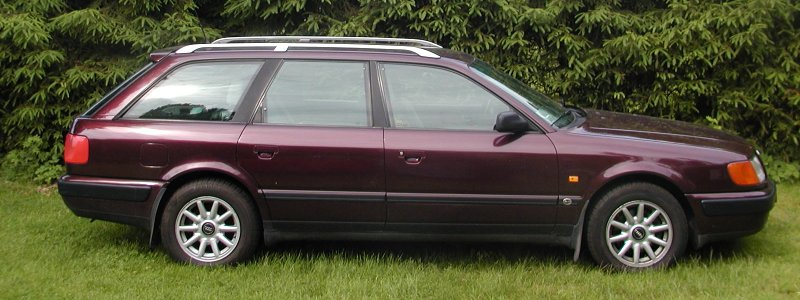
Audi 100 C4 Avant
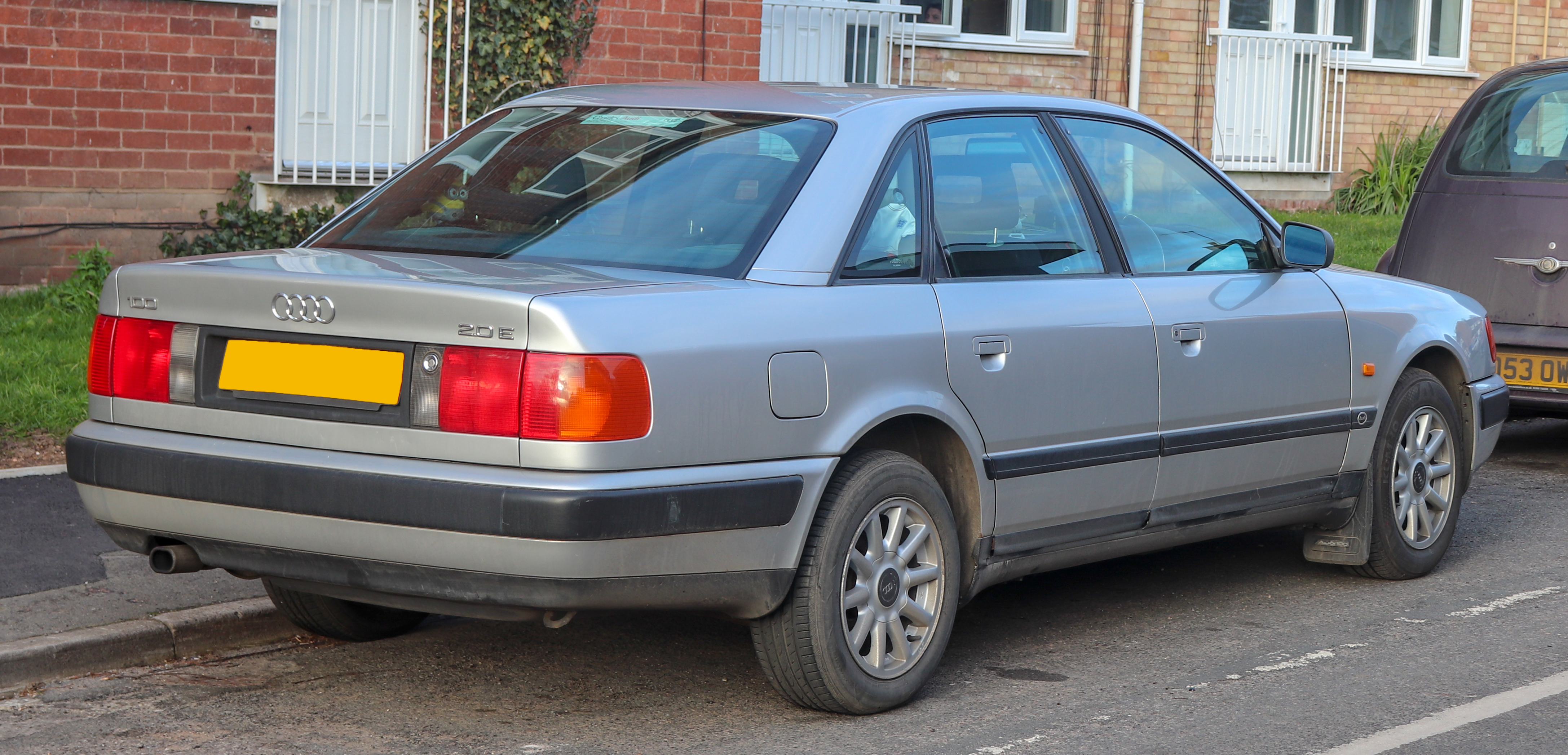
Audi 100 C4, вид сзади
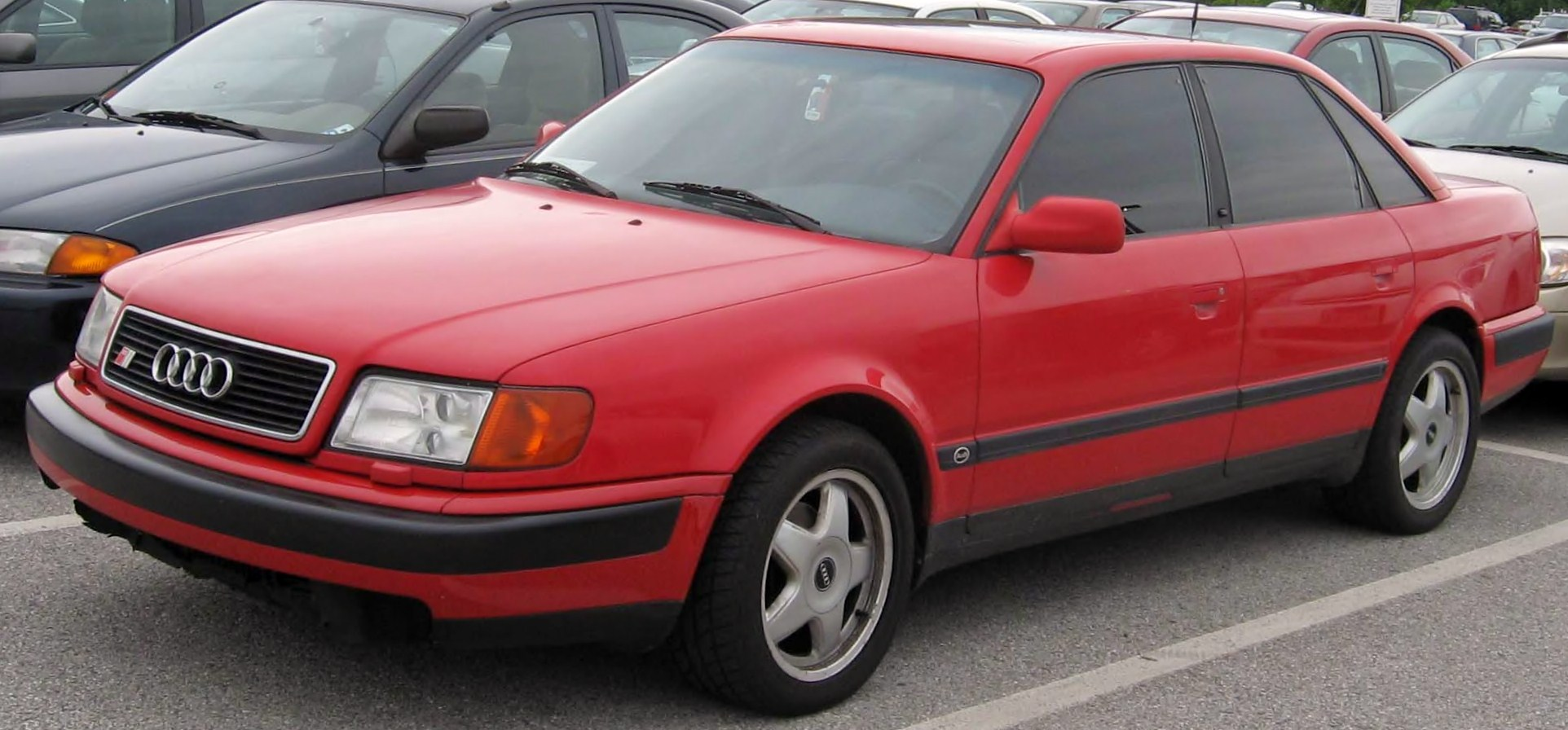
Audi 100 S4

### Audi S4 рекорд скорости
В 2012 году американец Джефф Гернер установил мировой рекорд среди серийных автомобилей с наддувным двигателем. На своём Audi S4 1992 года выпуска он развил около 418 км/ч на соляном озере Бонневиль в штате Юта, США. Автомобиль оснащён пятицилиндровым двигателем мощностью 1100 лошадиных сил.

До этого автомобиль ещё два раза устанавливал рекорды скорости. В 2009 году он развил 358 км/ч при мощности двигателя в 730 л. с., а в 2011 - 389 км/ч при мощности в 1100 л.с.

## Типы кузовов
В дополнение к C-кодам платформы (C1, C2, …), Audi давала обозначение кузовам:
- Typ F104: C1; Audi 100 (1968—1976)
- Typ 43: C2; Audi 100 (1976—1982); Audi 200 (1979—1982)
- Typ 44: C3; Audi 100 (1983—1991); Audi 200 (1983—1992)
- Typ 4A: C4; Audi 100 (1991—1994); Audi S4 (1992—1994); Audi A6 (1995—1997); Audi S6 (1995—1997)

## Китайское производство

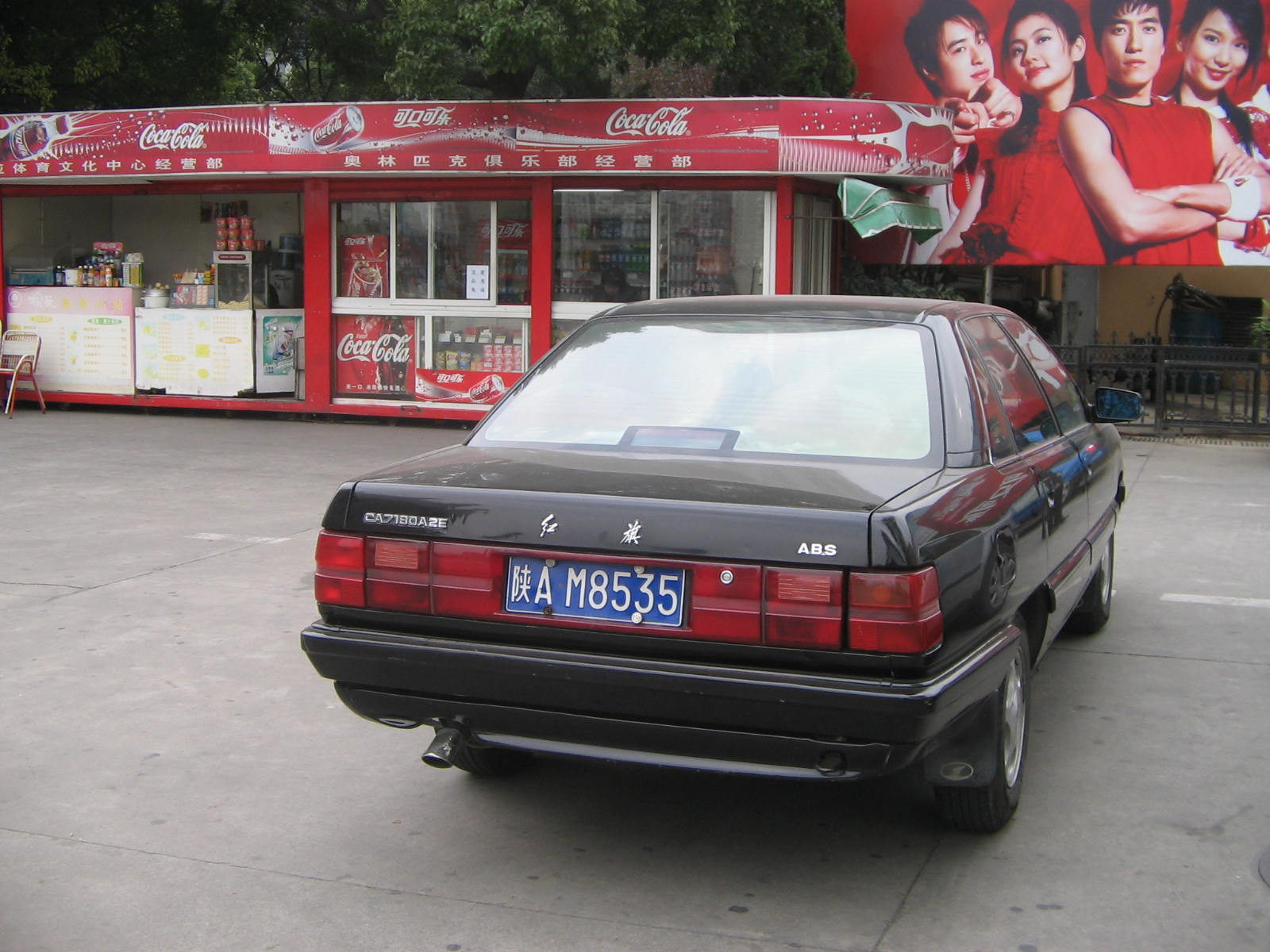
Hongqi, вид сзади

Audi 100 C3 также производилась в Чанчуне, Китай, на фабрике FAW (First Automobile Works, китайский автопроизводитель), в течение нескольких лет в 1990-х годах. Так как большинство экземпляров предназначались для правительственного использования, все китайские Audi 100 были переднеприводными седанами с 4-цилиндровым двигателем объёмом 2,0 л. или 5-цилиндровым, объёмом 2,3 л. В 1989 году началось производство лимузиновой версии автомобиля под названием CA7228L, хотя и в ограниченном количестве. Эта версия была сделана в качестве замены старых лимузинов Hongqi CA770, которые использовались КПК до конца 1980-х годов, но становились всё более устаревшими.
В 1990 году Политбюро ЦК Коммунистической Партии Китая одобрило резолюцию, ограничивающую автомобильный импорт и рабочий объём цилиндров двигателей автомобилей чиновников. Более того, резолюция предписывала, чтобы все автомобили центрального комитета партии и правительства были отечественного производства. Поскольку одними из самых роскошных и продвинутых автомобилей, сделанных в Китае, в начале 1990-х годов были FAW-Audi 100 и 200, они обладали значительным процентом на китайском рынке высококачественных представительских автомобилей почти целое десятилетие, пока платформа C3 не была заменена Audi A6 в 1999 году.
Во время переговоров между FAW и Volkswagen в конце 1980-х, Volkswagen принял предложение FAW о комбинировании платформы C3 с ранее представленными двигателями Chrysler в новом поколении автомобиля Hongqi («Хунци», Красный флаг). Hongqi серии CA7200, основанный на технологиях C3 был выпущен в середине 1990-х годов, в то время, когда большинство деталей Audi 100 C3 могли бы быть сделаны в Китае. CA7200 первоначально оборудовался 4-цилиндровым двигателем Chrysler объёмом 2,0 или 2,2 л. В 2000-х годах им на замену пришли двигатели Nissan VQ20.
Небольшое число Audi 200 C3 (с двигателями V6 2,8 л. турбо или V6 2,6 л.) и некоторые ранние Audi 100 C4 (большинство с европейским дизайном, но с задними фонарями, как в американском дизайне) были также собраны в Китае.

## Audi Duo

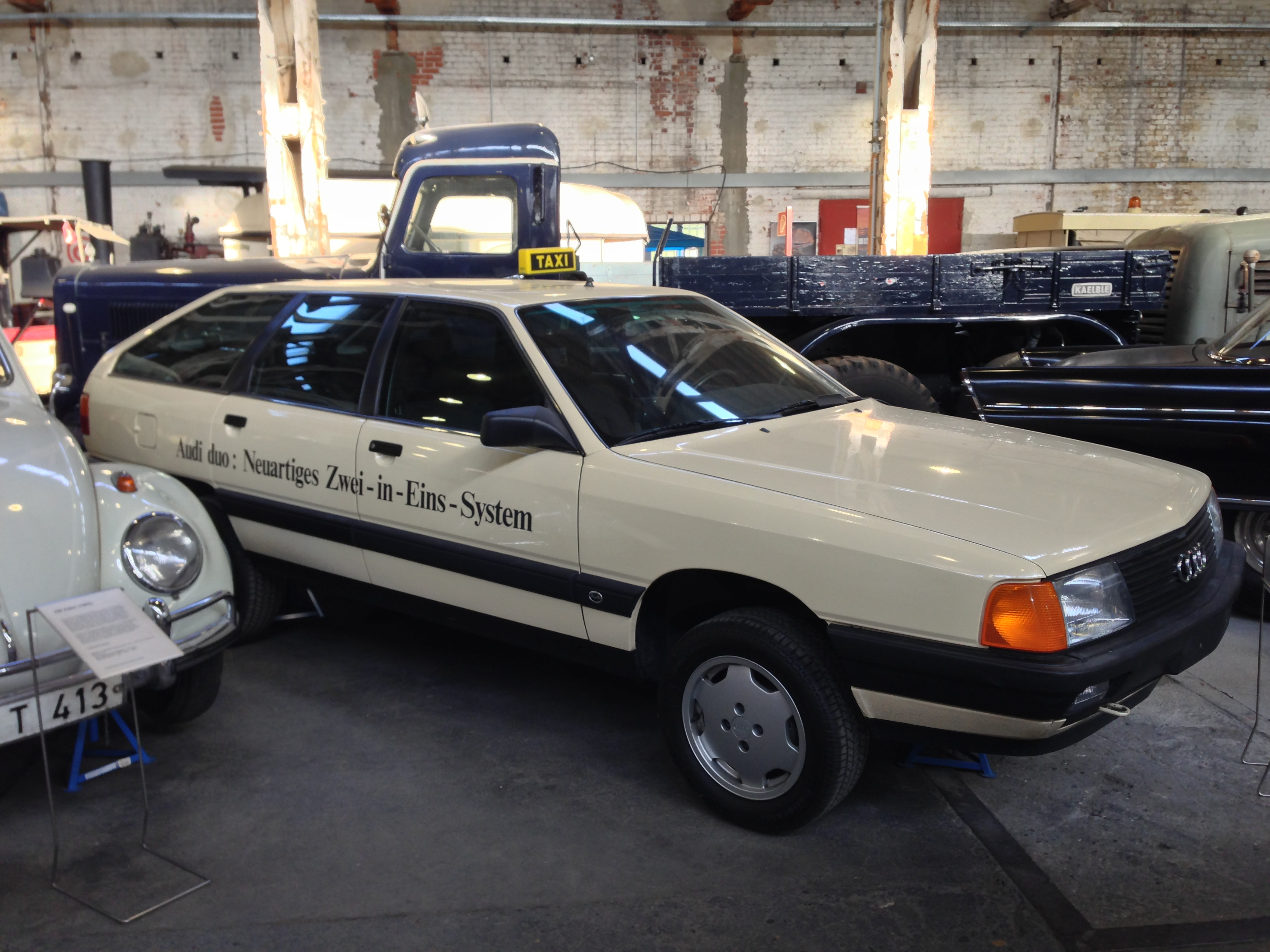
Audi Duo

На Женевском Мотор-Шоу в марте 1990 Audi представила свою первую Audi Duo (или Audi 100 Avant Duo) — экспериментальный автомобиль, гибрид, основанный на Audi 100 Avant quattro. При езде по городу электродвигатель Siemens эффективной мощностью 12,6 л. с. вращал задние колёса и питался от Ni-Cd аккумулятора, находившегося в багажнике. В загородной поездке передние колёса приводились в движение 5-цилиндровым двигателем объёмом 2,3 л, мощностью 136 л. с. Вид привода мог быть выбран водителем. Как полагают, было сделано только 10 автомобилей. Их недостаток состоял в том, что из-за дополнительного веса электромотора и большого аккумулятора, автомобиль был менее эффективным при езде на обычном двигателе, чем стандартная Audi 100 с таким же двигателем.
В конце 1991 Audi сообщает о втором поколении Audi Duo, также основанной на Audi 100 Avant quattro. Автомобили вновь оборудовался 3-фазным электромотором мощностью 28,6 л. с., приводящий в движение задние колёса. На этот раз, однако, задние колёса дополнительно приводились в движение через дифференциал Torsen от главного двигателя, представляющего собой 4-цилиндровый двигатель объёмом 2,0 л.